# Mahaban
Mahaban es un pueblo y nagar Panchayat situado en el distrito de Mathura en el estado de Uttar Pradesh (India). Su población es de 10995 habitantes (2011). 

## Demografía
Según el censo de 2011 la población de Mahaban era de 10995 habitantes, de los cuales 5857 eran hombres y 5138 eran mujeres. Mahaban tiene una tasa media de alfabetización del 54,12%, inferior a la media estatal del 67,68%: la alfabetización masculina es del 64,55%, y la alfabetización femenina del 42,19%.